# I’m Going to Tell You a Secret
Az I’m Going to Tell You a Secret című dokumentumfilm Madonna 2004-es világ körüli Re-Invention World Tour című turnéját mutatja be a kulisszák mögött a kezdeti meghallgatásoktól kezdve, a próbákon át a nyitóshowtól az utolsó estéig, egészen az énekesnő 2004-es izraeli látogatásáig.
A filmet reklámmentesen mutatták be az amerikai MTV-n  2005. október 21.-én. A CD/DVD pedig 2006. június 20-án látott napvilágot.
A filmet Jonas Åkerlund rendezte, akinek a nevéhez videóklipek, reklámfilmek, valamint a Spun című kultfilm fűződik. A dokumentumfilmet a Truth or Dare folytatásának is tekinthetjük, ami tizennégy évvel megjelenése előtt,  1991-ben lett kiadva. Mindkét filmben a színfalak mögötti részek fekete-fehéren vannak megjelenítve, míg az élő fellépések színesben.
Az anyagot 2007-ben Grammy-díjra jelölték a Legjobb egyestés zenei videó kategóriában.

## DVD-n szereplő dalok
A következő élő fellépések szerepelnek a DVD-n a Re-Invention Turnéból:
1. The Beast Within (készítők)
2. Vogue
3. American Life
4. Mother and Father (az Interventionnel a közepén)
5. Nobody Knows Me
6. Music
7. Hollywood (Remix)
8. Lament (az Evitából)
9. Like a Prayer
10. Holiday
11. Imagine
12. Paradise (Not for Me) (készítők)

## Fejezetek/Városok
1. Intro
2. Los Angeles
3. New York
4. Chicago
5. Las Vegas
6. Miami
7. London
8. Dublin
9. Párizs
10. Lisszabon
11. Izrael
12. stáblista

## Bónusz anyagok
1. The Bike Ride – A bicikliút
2. The Other Side – A másik oldal
3. Steve/Stuart in L.A. – Steve/Stuart Los Angelesben
4. Vocal Coach – Az énektanárnő
5. Chaos / Káosz
6. Birthday Party – Születésnapi party
7. French Trilogy – A francia trilógia
8. Steve/Stuart in Paris – Steve/Stuart Párizsban
9. Monte's Guitar Faces – Monte gitár arcai
10. Fans Singing in Paris – A rajongók énekelnek Párizsban
11. After Show – A show után
12. Wailing Wall – A Siratófal

## Munkacím
Az I’m Going to Tell You a Secret címe eredetileg The Re-Invented Process volt utalva a Re-Invention Tour előkészületeire, valamint az American Life album egyik számára az X-Static Process-re és az azonos című kiállításra.

## Zeneszámok
A következő dalok szerepelnek a dokumentumfilmben, beleértve azokat is, amelyek nem Madonna számok.

Madonna
| - "Amazing" - "American Life" - "Beautiful Stranger" - "Die Another Day" - "Drowned World/Substitute for Love" - "Erotica" - "Frozen" - "Hanky Panky" - "Holiday" - "Hollywood" - "I Love New York" - "I’ll Remember" - "Imagine" - "I’m So Stupid" - "I Want You" - "Justify My Love" - "Lament" - "Like a Prayer" - "Live to Tell" - "Material Girl" | - "Mer Girl" - "Mother and Father" - "Music" - "Nobody Knows Me" - "Nobody's Perfect" - "Nothing Fails" - "Paradise (Not for Me)" - "Rain" - "Shanti/Ashangti" - "Sky Fits Heaven" - "Something to Remember" - "Thief of Hearts" - "To Have and Not to Hold" - "Vogue" - "What It Feels Like for a Girl" - "Words" - "X-Static Process" - "You’ll See" - "Your Honesty" |

Nem Madonna-dalok
| - "Dirt" – The Stooges - "Let the Sun Shine In" - "Looking for Love" – Aries Smith - "My Sharona" | - "Rapsodie Espangole" – Katia Lebeque & Marielle Lebeque - "Rhapsody in Blue" – Katia Lebeque & Marielle Lebeque - "Susan MacLeod" – Lorne Cousin |

## Listák
The CD+DVD version of I’m Going to Tell You a Secret is eligible to chart on the albums charts, while the DVD+CD version is eligible for the DVD charts.

### DVD listák
| lista (2006)                  | Csúcspozíció |
| ----------------------------- | ------------ |
| Ausztrál ARIA DVD lista       | 1            |
| Brazil DVD lista              | 1            |
| Czeh IFPI DVD lista           | 1            |
| Észt DVD lista                | 5            |
| Finn DVD lista                | 2            |
| Francia DVD lista             | 1            |
| Magyar DVD lista              | 1            |
| Olasz FIMI DVD lista          | 1            |
| Új-Zélandi DVD lista          | 8            |
| Norvég DVD lista              | 1            |
| Spanyol DVD lista             | 1            |
| Svéd DVD lista                | 2            |
| Török DVD lista               | 4            |
| UAE DVD lista                 | 2            |
| Egyesült Királysági DVD lista | 1            |
| Egyesült Államok DVD lista    | 1            |

### Albumlisták
| Lista (2006)                  | Csúcspozíció |
| ----------------------------- | ------------ |
| Ausztria                      | 12           |
| Belgium (Flanders)            | 5            |
| Belgium (Wallony)             | 10           |
| Kanada                        | 4            |
| Dánia                         | 13           |
| Észtország                    | 23           |
| Franciaország                 | 8            |
| Németország                   | 8            |
| Hong Kong (HMV Chart)         | 1            |
| Magyarország                  | 8            |
| Írország                      | 40           |
| Izrael                        | 3            |
| Olaszország (FIMI)            | 1            |
| Mexikó                        | 1            |
| Hollandia                     | 18           |
| Portugália                    | 5            |
| Svájc                         | 7            |
| Taiwan (Foreign Albums Chart) | 1            |
| Egyesült Királyság            | 18           |
| USA Billboard Top 200         | 33           |

## Minősítések
| Ország        | Minősítés     |
| ------------- | ------------- |
| Ausztrália    | Platina       |
| Franciaország | Platina (dvd) |
| Németország   | Arany         |
| UK            | Arany         |

## Eladások
| Ország        |         |
| ------------- | ------- |
| Ausztrália    | 100,000 |
| Franciaország | 800,000 |
| Németország   | 100,000 |
| Brazília      | 70,000  |
| UK            | 100,000 |
| USA           | 76,000  |

## Külső hivatkozások
- "Denouncing sin? Who is that girl?" New York Daily News column.